# نيا سميرني
نيا سميرني: (باليونانية: Νέα Σμύρνη)، (بالإنجليزية:Nea Smyrni)، مدينة يونانية تقع في وسط جنوب البلاد ضمن منطقة اتيكا الإدارية، وهي تعتبر من ضواحي مدينة أثينا من الجهة الجنوبية.

## الموقع، السكان والتاريخ
نيا سميرني متصلة بأثينا بشكل كامل، بحيث يقع مركزها على مسافة 5 كيلومتر من مركز أثينا.
بنيت المدينة بدءاً من عام 1922 م. من قبل اللاجئين القادمين من مدينة سميرني (إزمير) في تركيا على إثر الحرب اليونانية-التركية، وباتالي يكون اسمها (نيا سميرني) يعني (إزمير الجديدة)، حيث كان يشغل موقع المدينة السهلي قبل ذلك مجموعة من البساتين والأشجار المتفرقة.
يبلغ عدد سكانها حالياً حوالي 75,000 نسمة.

## متفرقات
- أهم نادي رياضي في المدينة هو بانيونيوس، والذي تشكل أساساً في مدينة إزمير التركية وانتقل لاحقاً مع المهجرين اليونانيين إلى نيا سميرني.
- أغلب المدينة هو عبارة عن أحياء سكنية، ولكن يوجد ضمنها منطقة أعمال في جادة سينغرو.
- يوجد فيها استاد نيا سميرني الرياضي والذي يعتبر ملعب نادي بانيونيوس.